# Roadblock: End of the Line
Cet article concerne l'édition de décembre 2016 de Roadblock. Pour toutes les autres éditions, voir WWE Roadblock.
L'édition de décembre 2016 de Roadblock, intitulée Roadblock: End of the Line est une manifestation de catch (lutte professionnelle) télédiffusée et visible uniquement en paiement à la séance ainsi que sur la chaîne de télévision française AB1 à 2h10 du matin. L'événement, produit par la WWE, a eu lieu le 18 décembre 2016 dans la salle du PPG Paints Arena à Pittsburgh dans l'état de Pennsylvanie. Il s'agit de la deuxième édition de Roadblock.
Le pay-per-view sera le dernier pay-per-view de la WWE en 2016.

## Contexte
Les spectacles de la World Wrestling Entertainment (WWE) sont constitués de matchs aux résultats prédéterminés par les scénaristes de la WWE. Ces rencontres sont justifiées par des storylines – une rivalité avec un catcheur, la plupart du temps – ou par des qualifications survenues dans les shows de la WWE telles que Raw, SmackDown, Superstars, Main Event et NXT. Tous les catcheurs possèdent un gimmick, c'est-à-dire qu'ils incarnent un personnage gentil (face) ou méchant (heel), qui évolue au fil des rencontres. Un événement comme Roadblock est donc un événement tournant pour les différentes storylines en cours.

## Tableau des matchs
| #        | Matchs                                                                      | Stipulations                                                        | Temps |
| -------- | --------------------------------------------------------------------------- | ------------------------------------------------------------------- | ----- |
| Pré-show | Rusev (avec Lana) bat Big Cass (avec Enzo Amore) par décompte à l'extérieur | Match simple                                                        | 4:30  |
| 1        | Cesaro et Sheamus battent The New Day (c)                                   | Tag team Match pour le WWE Raw Tag Team Championship                | 10:10 |
| 2        | Sami Zayn bat Braun Strowman                                                | Match simple limité de 10 minutes                                   | 10:00 |
| 3        | Seth Rollins bat Chris Jericho                                              | Match simple                                                        | 17:05 |
| 4        | Rich Swann (c) bat TJ Perkins et The Brian Kendrick                         | Triple threat Match pour le WWE Cruiserweight Championship          | 6:00  |
| 5        | Charlotte Flair bat Sasha Banks (c) (3-2)                                   | Iron Woman Match de 30 minutes pour le WWE Raw Women's Championship | 34:45 |
| 6        | Kevin Owens (c) bat Roman Reigns par disqualification                       | Match simple pour le WWE Universal Championship                     | 23:20 |